# Rush Hour (maison de disques)
Pour les articles homonymes, voir Rush hour.
Rush Hour est un disquaire et un label de musique indépendant de musique électronique fondé en 1997 par le producteur et disc jockey Antal, et basé à Amsterdam aux Pays-Bas,.

## Historique
Rush Hour ouvre ses portes en 1997 à Amsterdam. Les deux premières années, il s'agit d'un disquaire orienté vers l'import de disques rares. À compter de 1999, la boutique exporte les disques d'artistes néerlandais vers des distributeurs internationaux. Ce changement d'orientation marque le début de l'activité label de musique de la société,.

## Artistes
Quelques artistes signés et distribués par Rush Hour, :
- Aardvarck
- Antal
- Beat Dimensions
- Carl Craig
- Comtron
- Daniel Wang
- Hunee
- Kenny Larkin
- Margie
- Rick Wade
- San Proper
- Soichi Terada
- Tom Trago

## lien externe
- (en) Site officiel